# Gößweinstein
Gößweinstein [sprich: 'gœsvɐɪnʃtɐɪn] ist ein Markt und die flächenmäßig größte Gemeinde im oberfränkischen Landkreis Forchheim mit etwa 4000 Einwohnern und liegt in der Fränkischen Schweiz oberhalb des Zusammenflusses von Wiesent, Ailsbach und Püttlach bei Behringersmühle. Markant sind die Burg und die nach den Plänen von Balthasar Neumann erbaute Wallfahrtsbasilika.

## Geographie

### Geographische Lage

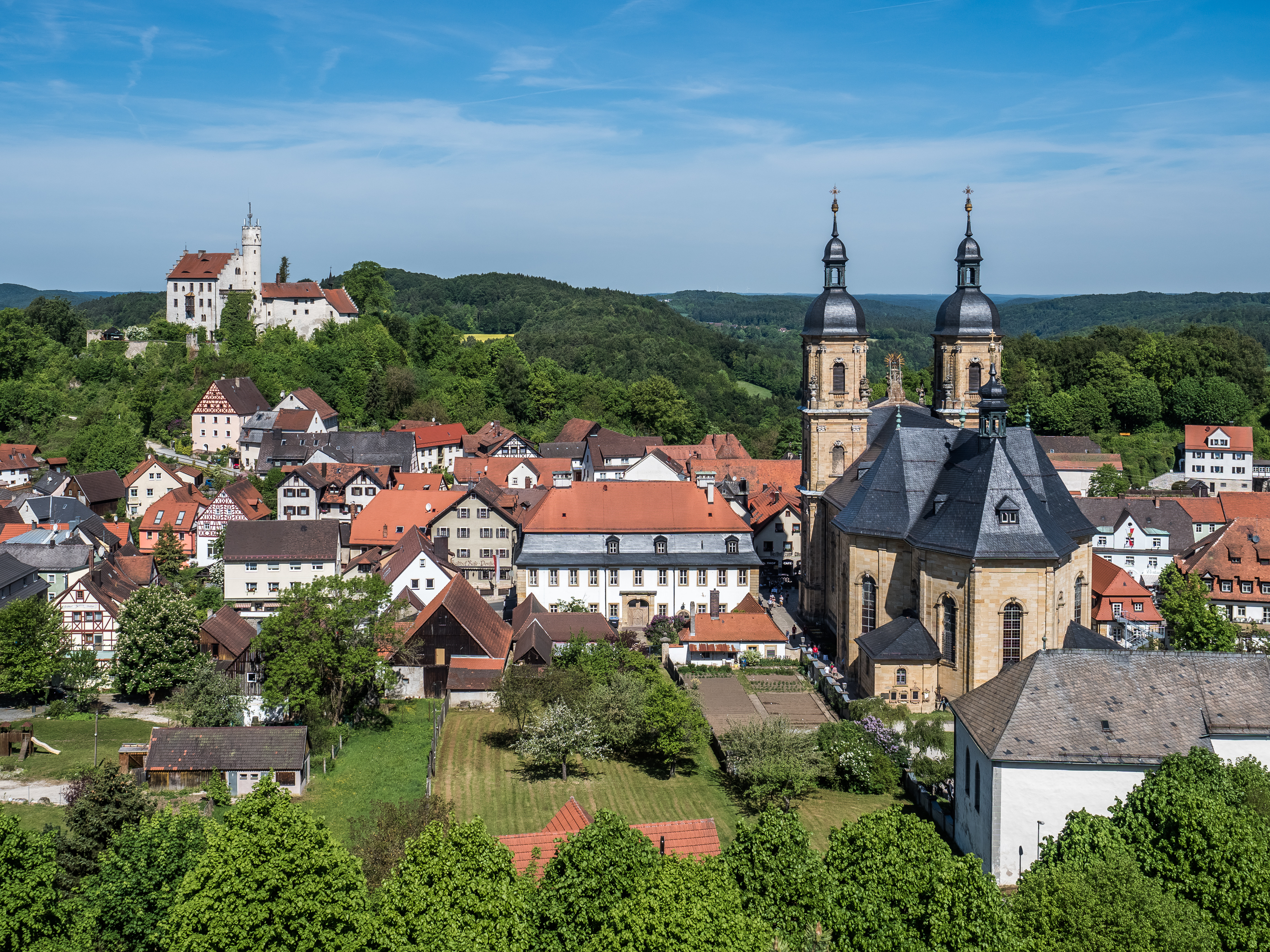
Blick auf Gößweinstein mit Basilika und Burg

Gößweinstein liegt im Herzen der Fränkischen Schweiz, inmitten des Städtedreiecks Bamberg, Bayreuth und Nürnberg.

### Nachbargemeinden
Nachbargemeinden sind (von Norden beginnend im Uhrzeigersinn) Waischenfeld, Ahorntal, Pottenstein, Obertrubach, Egloffstein, Pretzfeld, Ebermannstadt und Wiesenttal.

### Gemeindegliederung
Die Gemeinde Gößweinstein hat 31 Gemeindeteile (in Klammern ist der Siedlungstyp angegeben):
- Allersdorf (Dorf)
- Altenthal (Einöde)
- Behringersmühle (Dorf)
- Bösenbirkig (Dorf)
- Etzdorf (Dorf)
- Geiselhöhe (Weiler)
- Gößweinstein (Hauptort)
- Hardt (Dorf)
- Hartenreuth (Dorf)
- Hühnerloh (Dorf)
- Hungenberg (Dorf)
- Kleingesee (Kirchdorf)
- Kohlstein (Dorf)
- Leimersberg (Dorf)
- Leutzdorf (Dorf)
- Liebenau (Weiler)
- Moritz (Dorf)
- Morschreuth (Dorf)
- Moschendorf (Weiler)
- Prügeldorf (Einöde)
- Sachsendorf (Dorf)
- Sachsenmühle (Weiler)
- Sattelmannsburg (Dorf)
- Schweigelberg (Einöde)
- Stadelhofen (Dorf)
- Stempfermühle (Einöde)
- Türkelstein (Weiler)
- Ühleinshof (Dorf)
- Unterailsfeld (Dorf)
- Wichsenstein (Kirchdorf)
- Wölm (Dorf)

Es gibt die Gemarkungen Behringersmühle, Gößweinstein, Kleingesee (nur Gemarkungsteil 0), Leutzdorf, Morschreuth, Stadelhofen, Unterailsfeld und Wichsenstein (nur Gemarkungsteil 0).

## Geschichte

### Bis zum 19. Jahrhundert
Die Burg „Goswinesteyn“ wurde 1076 erstmals urkundlich erwähnt. Vor 1102 fiel die Burg an das Hochstift Bamberg und war von 1348 bis 1780 Sitz eines Vogteiamtes der Bischöfe von Bamberg.
In der ersten Hälfte des 15. Jahrhunderts waren die Burg und das Amt Gößweinstein an Hans, dann an Paul von Streitberg verpfändet. Die von Streitberg besaßen seit dem Mittelalter den Gößweinsteiner Zehnt als kaiserliches Lehen.
Im Jahr 1525 kam es im Bauernkrieg zu Zerstörungen und zum anschließenden Wiederaufbau. Im Zweiten Markgrafenkrieg 1553 wurde Gößweinstein ein weiteres Mal zerstört und wiederaufgebaut. Der Bamberger Fürstbischof Friedrich Carl von Schönborn (regierte von 1729 bis 1746) erhob Gößweinstein zum Markt. Bei der Säkularisation des Jahres 1803 kam das Gebiet des Hochstifts Bamberg zu Bayern.

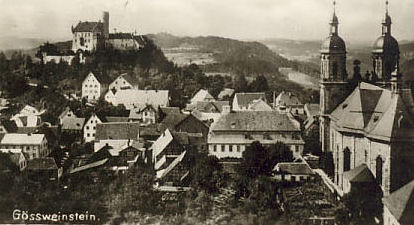
Gößweinstein, 1928

### Kreiszugehörigkeit
Am 1. Juli 1972 kam Gößweinstein vom aufgelösten Landkreis Pegnitz zum Landkreis Forchheim.

### Eingemeindungen
Im Zuge der Gebietsreform in Bayern wurden am 1. Januar 1972 die Gemeinden Behringersmühle, Kleingesee, Stadelhofen, Unterailsfeld und ein Teil der aufgelösten Gemeinde Tüchersfeld (Hühnerloh und Kohlstein) in den Markt Gößweinstein eingegliedert. Am 1. Januar 1974 kam Leutzdorf hinzu. Morschreuth und die Orte Wichsenstein, Altenthal, Hardt, Sattelmannsburg und Ühleinshof von der aufgelösten Gemeinde Wichsenstein folgten am 1. Mai 1978.

## Politik

### Bürgermeister
Bürgermeister ist seit 2014 Hanngörg Zimmermann (Bürgervereinigung Marktgemeinde Gößweinstein). Vorgänger war Georg Lang (CSU).

### Marktgemeinderat
Der Marktgemeinderat von Gößweinstein hat 16 Mitglieder zuzüglich des hauptamtlichen Bürgermeisters.
|      | CSU | SPD | Freie Wähler | Jugend und Frauen | Bürgergemeinschaft | Bürgervereinigung Marktgemeinde Gößweinstein | Bürger vertreten Bürger | Gesamt   |
| 2020 | 4   | 3   | 4            | 2                 | -                  | 3                                            | -                       | 16 Sitze |
| 2014 | 5   | 3   | 3            | 2                 | 1                  | 2                                            | -                       | 16 Sitze |
| 2008 | 5   | 3   | 4            | 2                 | 2                  | -                                            | -                       | 16 Sitze |
| 2002 | 5   | 3   | 3            | 2                 | 2                  | -                                            | 1                       | 16 Sitze |

(Stand: Kommunalwahl am 15. März 2020)

### Wappen
| Wappen von Gößweinstein | Blasonierung: „In Gold auf grünem Dreiberg an roter Stange ein grüner Weinstock mit zwei blauen Trauben und zwei grünen Blättern.“ |
| Wappen von Gößweinstein | Wappenbegründung: Die Gemeinde Gößweinstein besteht seit 1978 aus den ehemals selbstständigen Gemeinden Morschenreuth, Wichsenstein, Behringersmühle, Kleingesee, Leutzdorf, Stadelhofen, Unterailsfeld, einem Teil der Gemeinde Tüchersfeld und dem Markt Gößweinstein. Der Marktgemeinderat beschloss, das historische Wappen von Gößweinstein unverändert zu übernehmen. Fürstbischof Friedrich Karl von Schönborn-Buchheim (1729 bis 1746) erhob Gößweinstein zum Markt. Seit dem frühen 17. Jahrhundert ist für den Markt die Siegelführung bezeugt. Auf dem Gerichtssiegel ist ein Rebstock mit Trauben abgebildet. Sie sind auch auf dem zweiten Siegel aus der Zeit um 1720 zu sehen. Rebstock, Trauben und Dreiberg stehen redend für den nicht mehr verstandenen Ortsnamen. Dieser leitet sich von dem Personennamen Gozwin ab. Veränderungen in Farbe und Gestaltung stammen von 1811. Die Wappenführung ist für Gößweinstein seit dem 17. Jahrhundert belegt. Nach der Gebietsreform 1978 beschloss der Marktgemeinderat, das historische Wappen von Gößweinstein unverändert zu übernehmen. |

## Wirtschaft und Infrastruktur

### Öffentlicher Personennahverkehr
Das gesamte Marktgebiet von Gößweinstein gehört zum Verkehrsverbund Großraum Nürnberg GmbH (abgekürzt: VGN). Es gibt mehrere regelmäßige Busverbindungen in die umliegenden Orte und Städte.

### Eisenbahn
Der Markt Gößweinstein liegt an der Eisenbahnstrecke Forchheim–Behringersmühle. Während das Teilstück von Forchheim bis Ebermannstadt weiterhin durch Züge der agilis Verkehrsgesellschaft mbH bedient wird, wurde der Abschnitt Ebermannstadt bis Behringersmühle am 30. Mai 1976 für den Personenverkehr durch die Deutsche Bundesbahn stillgelegt. Allerdings gibt es mit der Dampfbahn Fränkische Schweiz vor allem in den Sommermonaten einen Museumsbetrieb. An der Strecke liegen die Bahnstationen Gößweinstein und die Endstelle Behringersmühle, die ebenfalls zum Markt Gößweinstein gehört. Ursprünglich sollte von der Station Behringersmühle nach 1930 die Strecke in Richtung Pottenstein oder sogar bis Pegnitz zum Anschluss an die Hauptstrecke Nürnberg–Bayreuth weitergebaut werden. Dieses Vorhaben konnte wegen der einsetzenden Weltwirtschaftskrise und der später wachsenden Bedeutung des Straßenverkehrs nicht mehr umgesetzt werden. Die nächsten regelmäßig bedienten Bahnhofshalte sind die Station Ebermannstadt, von wo aus es stündlich Verbindungen nach Forchheim gibt, Gräfenberg mit stündlichen Zügen nach Nürnberg-Nordost sowie der Bahnhof Pegnitz mit stündlichen Verbindungen nach Bayreuth und Nürnberg. Die nächsten Stationen der S-Bahn Nürnberg befinden sich in Forchheim und Kersbach.

### Straßenverkehr
Mehrere Staatsstraßen stellen die Verbindung in die umliegenden Orte und Städte sicher. Der Markt Gößweinstein selbst ist von mehreren Straßen gut erschlossen. Die nächste Bundesstraße, die B 470 führt durch den Ortsteil Behringersmühle. Die nächstliegenden Bundesautobahnen sind die A 73 in Richtung Bamberg und Erlangen sowie die A 9 in Richtung Bayreuth und Nürnberg.

## Kultur und Sport
Am zweiten Weihnachtsfeiertag werden in den Straßen und auf den Berghängen der Stadt ab 16 Uhr, im Anschluss an ein 24-Stunden-Gebet in der Basilika, hunderte von Feuern entzündet. Gößweinstein liegt mitten im Klettergebiet Nördlicher Frankenjura. Zahlreiche Wander- und Radwege, unter anderem der Frankenweg und der Fränkische Marienweg führen durch den Markt.

## Sehenswürdigkeiten

### Museen
- Wallfahrtsmuseum Gößweinstein
- Heimatkundliche Sammlung im Haus des Gastes
- Dampfbahn Fränkische Schweiz (Museumsbahn)
- Fränkisches Spielzeugmuseum

### Bauwerke

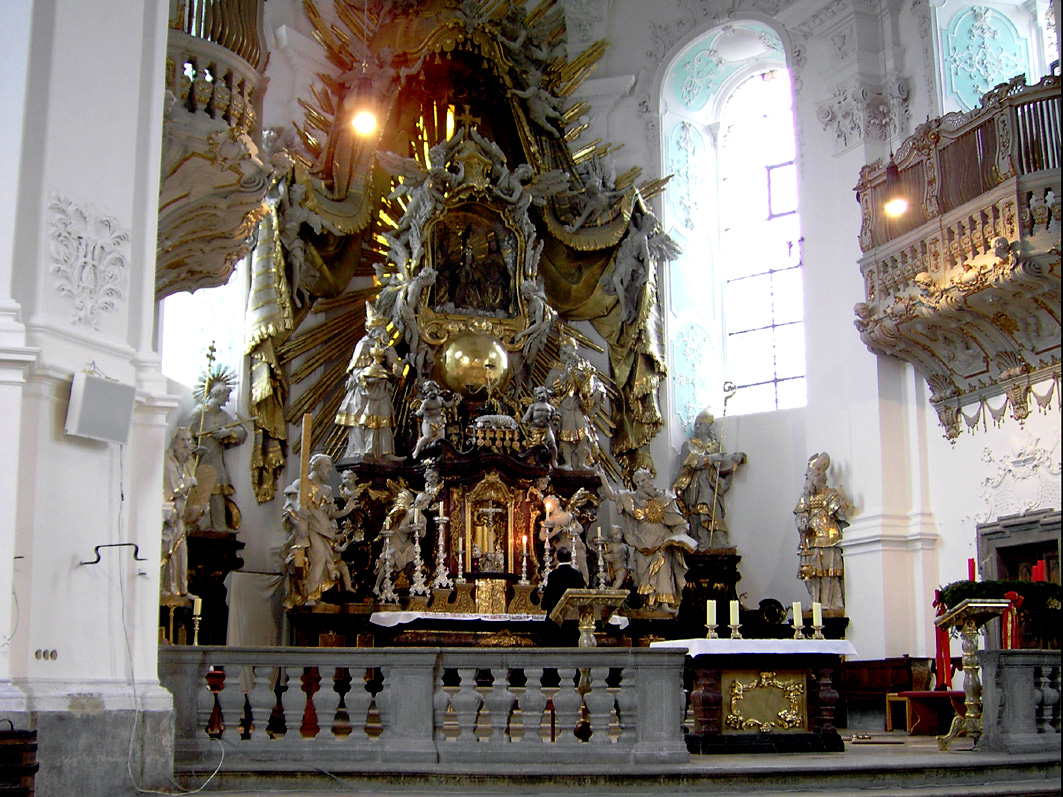
Die Apsis der Basilica minor zur heiligen Dreifaltigkeit

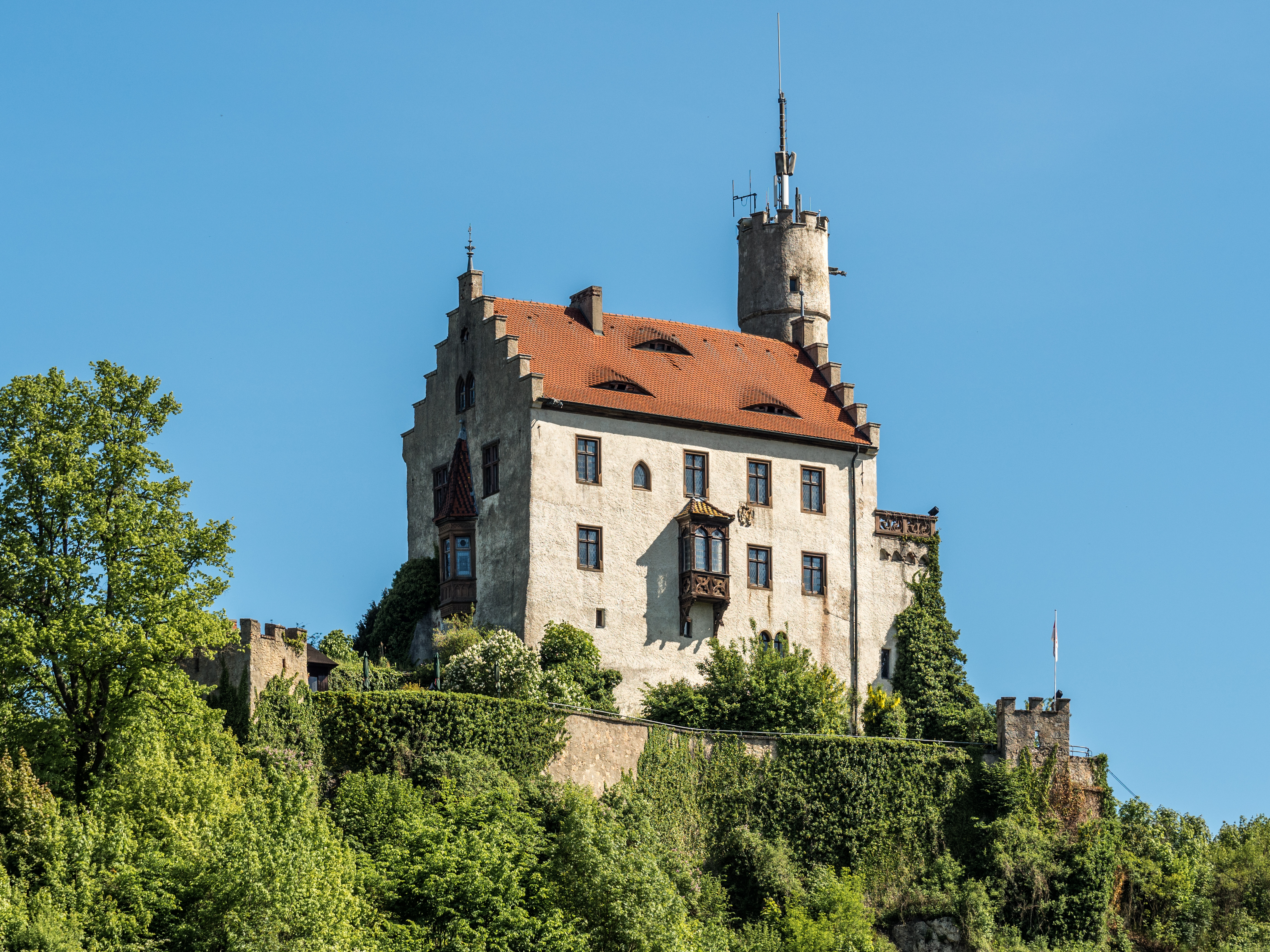
Burg Gößweinstein

- Die Wallfahrtskirche zur Heiligen Dreifaltigkeit mit Franziskanerkloster wurde 1730–1739 unter Fürstbischof Friedrich Carl von Schönborn nach Plänen von Balthasar Neumann, der auch selbst den Bau überwachte, erbaut. Die Kirche wurde 1948 auf Antrag des Franziskanerpaters Luchesius Spätling, der aus Gößweinstein stammte und in Rom als Theologiedozent tätig war, durch Papst Pius XII. zur päpstlichen Basilica minor erhoben.
- Burg Gößweinstein
- Viktor-von-Scheffel-Denkmal, an dem an beiden Seiten die Verse aus dem Gedicht Ausfahrt zu lesen sind:

„Ich fahr’ in die Welt! Mein Hutschmuck die Rose, mein Lager im Moose, Der Himmel mein Zelt.
Mag trauern und lauern, wer will, hinter Mauern – Ich fahr’ in die Welt!“

### Aussichtspunkte

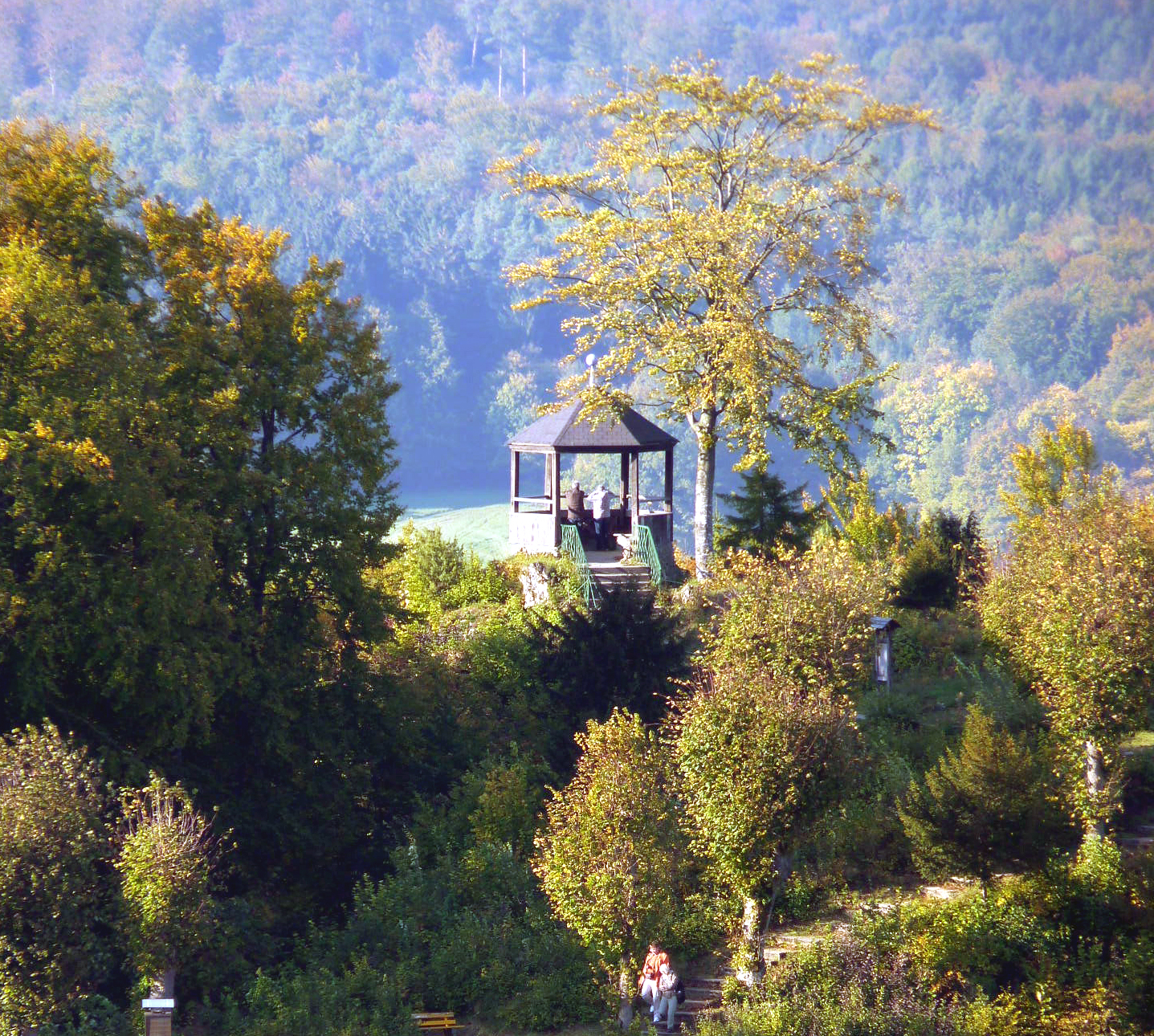
Pavillon auf der Wagnershöhe

Rund um den Ort gibt es mehrere Aussichtspunkte. Dazu zählen:
- der Gernerfels, der Kreuzberg mit Hochkreuz, die Martinswand und Bellevue, der Pavillon auf der Wagnershöhe
- die Ludwigshöhe (Theaterhöhle), der Bärenstein (529 m NN), die Fischersruh, die Nürnberger Kapelle
- der Aussichtsfelsen in Wichsenstein (585 m NN)

### Freizeiteinrichtungen
- Natur-Freibad Gößweinstein
- Minigolfanlage Gößweinstein
- 3-D-Bogenparcour
- Kajak- und Bootsverleih
- Kneippanlagen im Kurpark und in Behringersmühle
- 250 km markierte Wanderwege
- Balthasar-Neumann-Rundwanderweg
- Reiterhof
- Fahrradverleihstation
- Naturwaldreservat Eibenwald bei Gößweinstein
- Quelle bei der Stempfermühle
- Kreativzentrum Morschreuth
- Frei-Schach in Behringersmühle
- Wassererlebnisplatz in Behringersmühle
- Bolzplatz in Behringersmühle

### Flora
Die Gößweinsteiner Mehlbeere (Sorbus pulchra) kommt als endemische Mehlbeeren-Art ausschließlich in Gößweinstein und seiner unmittelbaren Umgebung vor. Sie zählt ebenso wie die Hersbrucker Mehlbeere (Sorbus pseudothuringiaca) zu den gefährdeten Arten in Deutschland.
Nördlich von Gößweinstein existiert am Nordhang des Wiesenttales ein schöner Bestand von Buchen und vergleichsweise vielen Eiben als deren Begleitbaumart. Das Gebiet wurde auf 32 Hektar als Naturwaldreservat ausgewiesen und steht seit 1982 als Naturwaldreservat Eibenwald bei Gößweinstein unter Naturschutz.

## Persönlichkeiten
- Sebastião Wolf (* 1869 in Gößweinstein; † 1936 in Porto Alegre) wanderte nach Brasilien aus und gewann als brasilianischer Sportschütze die Bronzemedaille bei den Olympischen Spielen 1920.
- Josef Vilbig (1874–1956), Bauingenieur und Leiter der Obersten Baubehörde Bayerns
- Béatrice Hecht-El Minshawi (* 1947 in Behringersmühle), Expertin und Autorin für Interkulturelle Kompetenz

## Historische Abbildungen

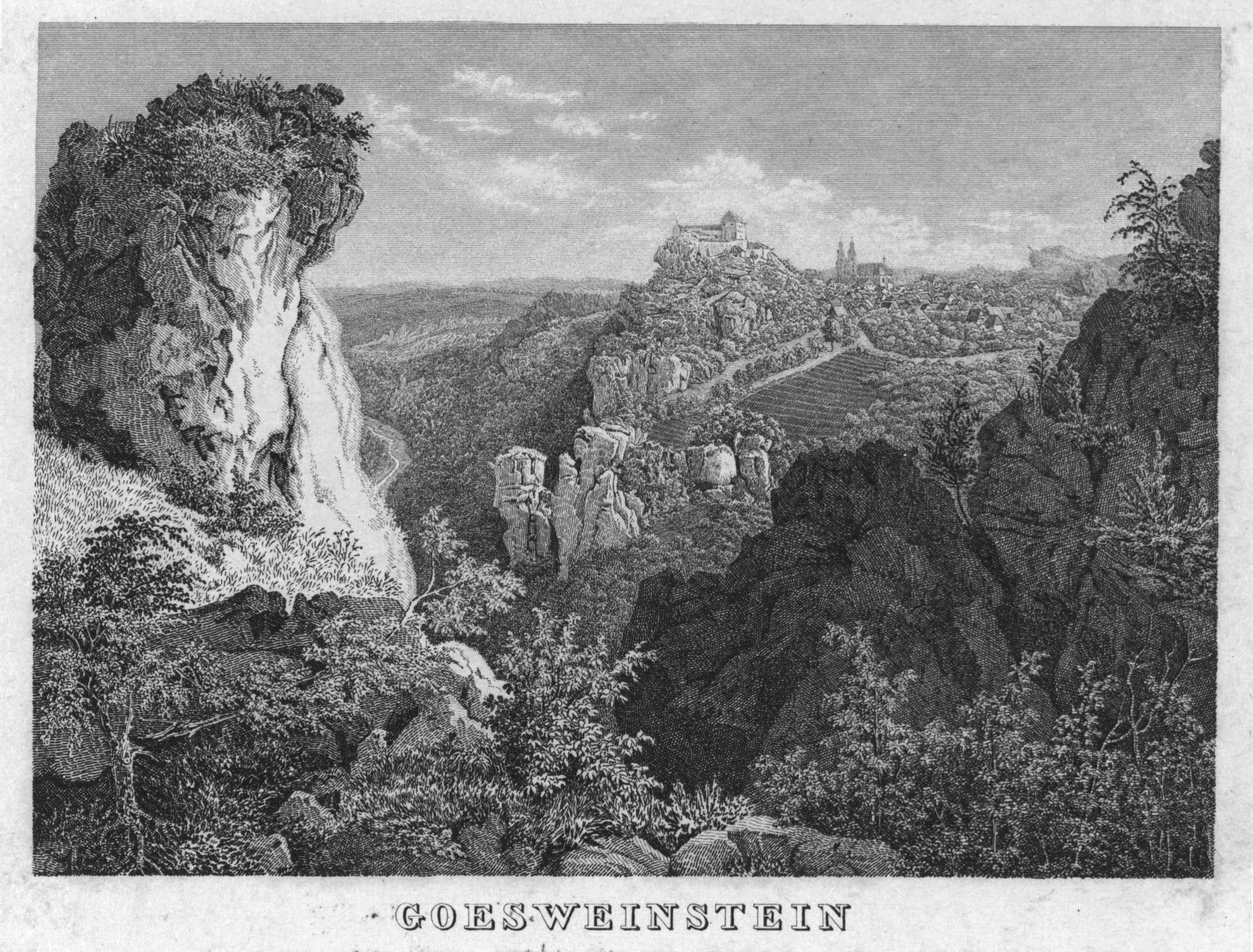
Blick von Nordwesten über das Wiesenttal auf Gößweinstein, Stahlstich (1834) von Conrad Wießner
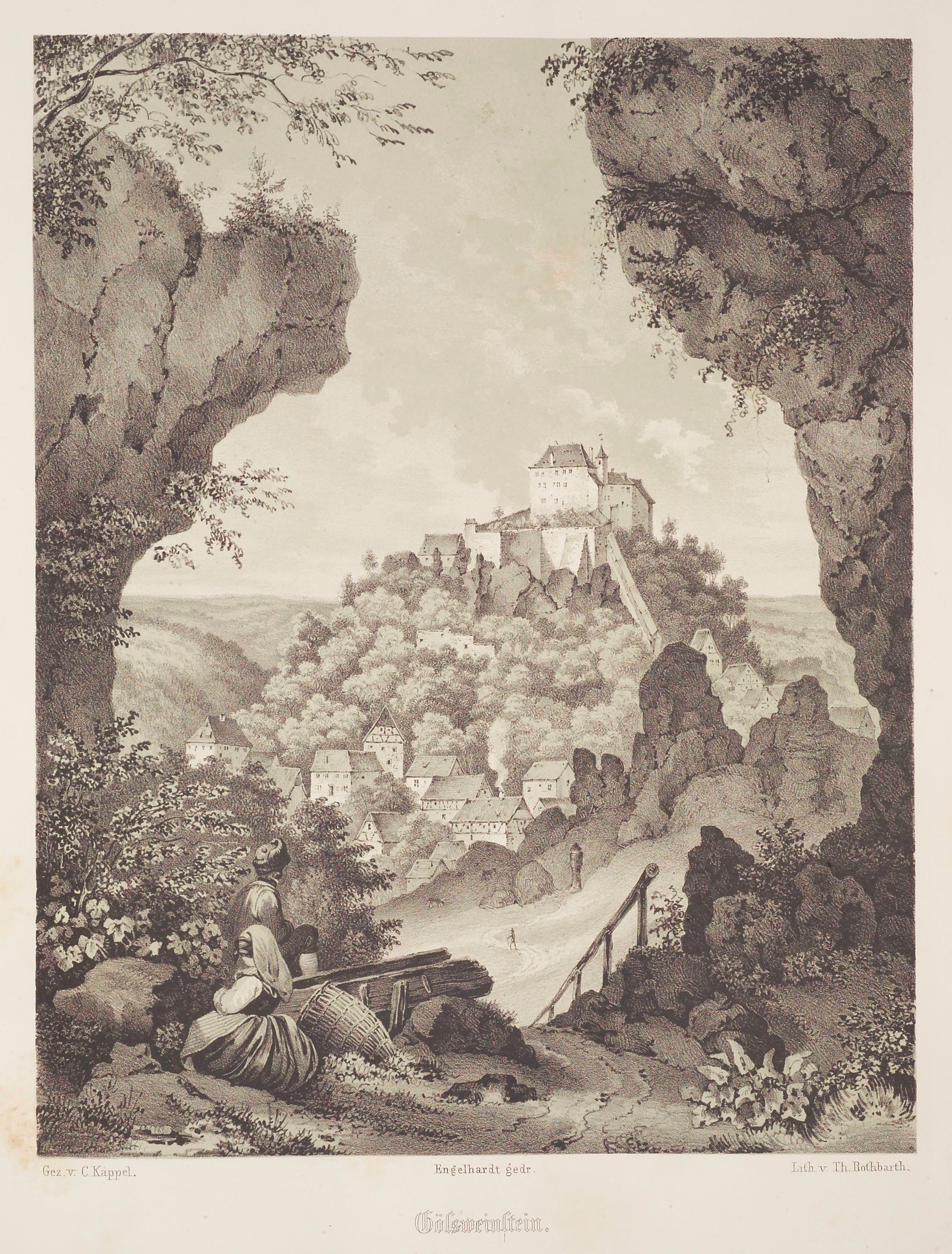
Burg Gößweinstein, Lithografie (um 1840) von Theodor Rothbarth nach einer Zeichnung von Carl Käppel
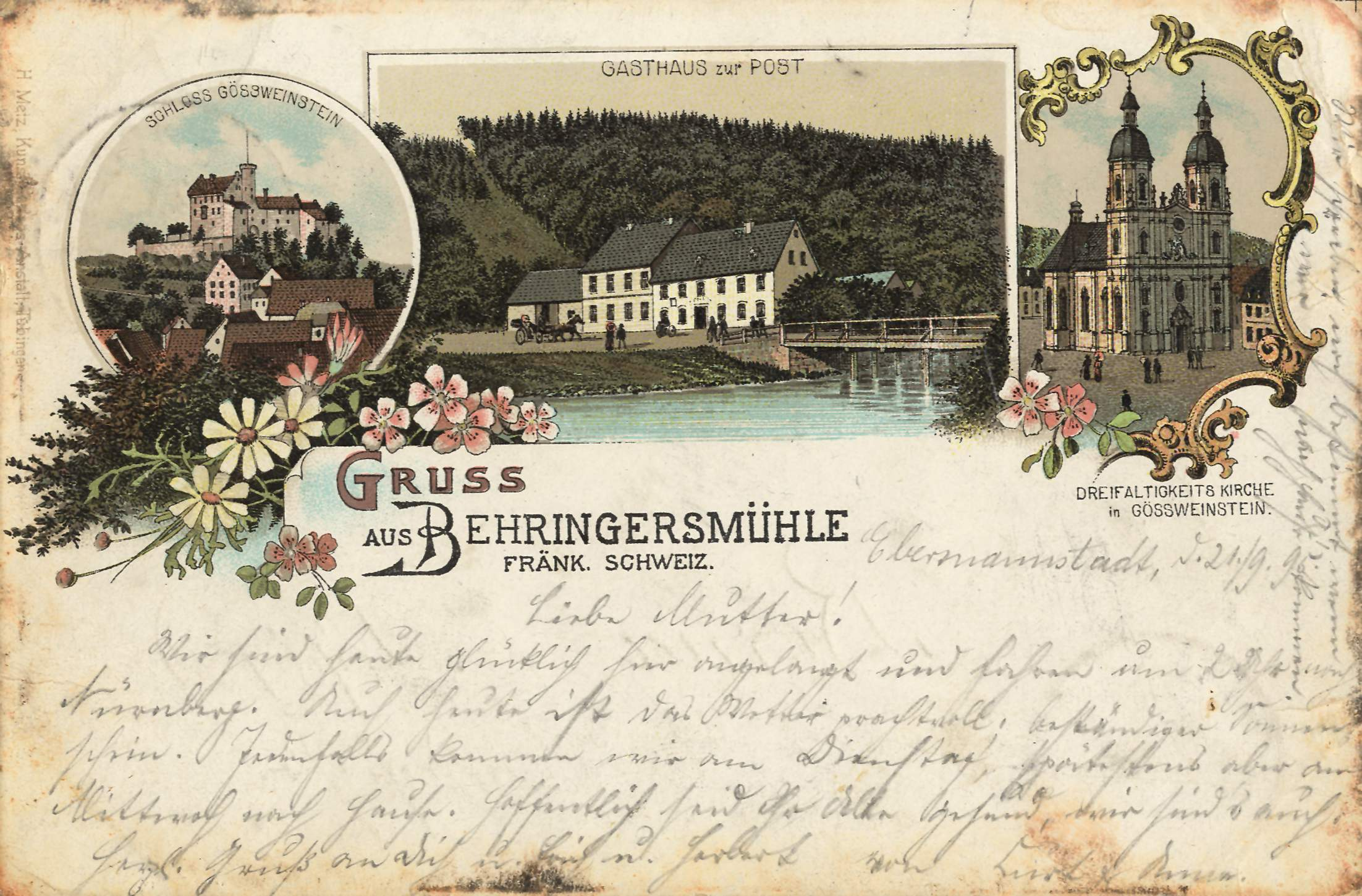
Burg Gößweinstein, Gasthaus Zur Post in Behringersmühle und Basilika Gößweinstein, Postkarte (1895)
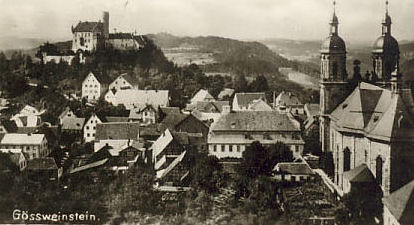
Burg und Basilika Gößweinstein, 1928/29